# Pericardiocentese

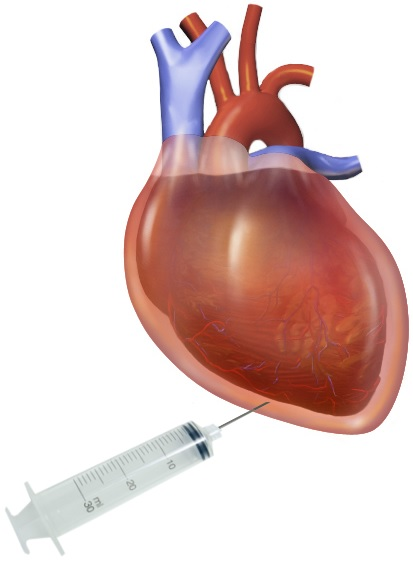
Consiste na punção e aspiração do liquido pericárdico com uso de uma agulha / cateter para remoção de conteúdo liquido para fins terapêuticos ou diagnósticos.

Pericardiocentese é o processo utilizado para a retirada de líquido acumulado na membrana que envolve o coração (pericárdio). O local mais usado é através do ângulo infra-esternal apontado para cima e para a esquerda (abordagem sub-xifoide). Outra opção é pelo espaço intercostal 5 ou 6 esquerdo (abordagem para-esternal).

## Procedimento
Trata-se de uma simples introdução de uma seringa de médio para grande calibre pouco abaixo do esterno e pouco a esquerda do paciente com uma pequena inclinação voltando a agulha para o braço esquerdo do paciente para drenar o líquido da cavidade pericárdica. Deve se ter cuidado para que não se atinja o miocárdio, por isso é ideal a verificação do liquido que esta aparecendo na seringa e a utilização de um eletrocardiograma.

## Indicações
É usado a acumulação de líquido no pericárdio causa instabilidade hemodinâmica, como por exemplo:
- Suspeita de tamponamento cardíaco;
- Derrame pericárdico cronico sintomático;
- Pericardite neoplásica;
- Pericardite purulenta;
- Agentes citotóxicos na cavidade pericárdica.